# Урок (дань)
Уро́к — определённое количество дани с определённого района (погоста), обязательно указывались место сбора и срок внесения. Налог введён в практику применения на Руси в X веке законами «Уроки и Погосты» княгини Ольги в ходе административной реформы.